# パリ・ラ・デファンス・アレナ
パリ・ラ・デファンス・アレナ（Paris La Défense Arena）は、フランス・パリ西部近郊ナンテール（ラ・デファンス）に所在する屋内スタジアム。ラグビーチームの強豪ラシン92の本拠地。旧称は「Uアレナ」。2024年パリオリンピックでは競泳会場、水球決勝トーナメント会場としても使用される。

## 概要

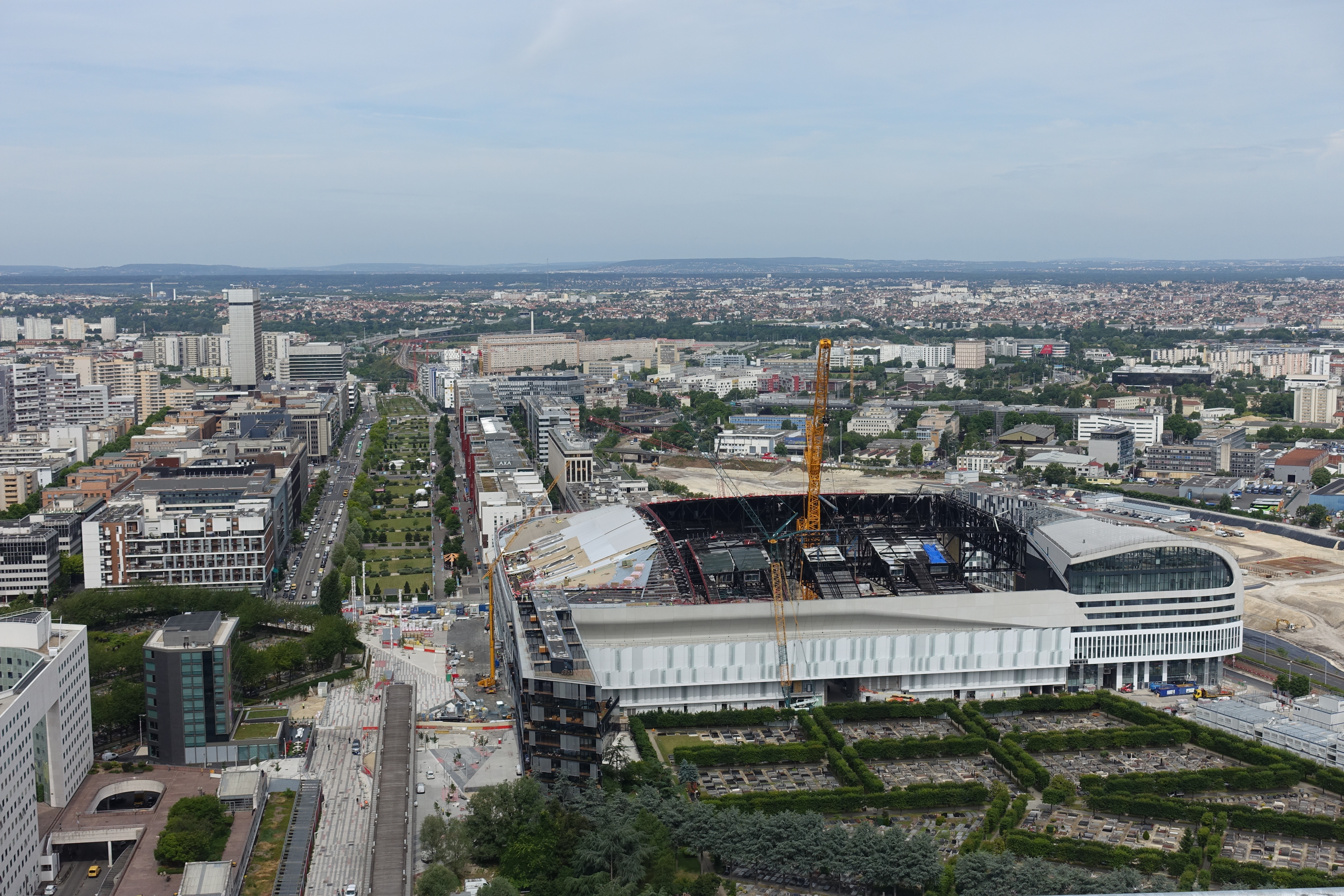
建設中のパリ・ラ・デファンス・アレナ

2017年に「Uアレナ（U Arena、ウ・アレナ）」という名称で完成した。クリスチャン・ド・ポルザンパルクが設計し、総工費3億5300万ユーロを投じて建設。完全密閉型スタジアムではノルウェーのテレノール・アリーナについで欧州で2例目である。こけら落とし興行としてローリング・ストーンズの世界ツアーが10月19・22・25日に開催された。
2017年11月25日には、完成後 初となるラグビーのテストマッチ（ フランス vs  日本）が開催された。
2018年6月、公共再開発事業パリ・ラ・デファンスとの間で10年間で3,000万ユーロの命名権契約を締結し、パリ・ラ・デファンス・アレナに改名された。
同じ人工芝の完全密閉型スタジアムとして、2027年（令和9年）12月末の運用開始を予定している新秩父宮ラグビー場（仮称）は、このスタジアムが計画の際のモデルとなっている。